# 요가수트라
요가수트라(Yoga Sutras of Patanjali)는 고대 요가의 근원이되는 문헌으로서 기원전 2세기 파탄잘리가 저술했다. 인도 철학에서 요가는 6대 철학학파 중의 하나의 이름이었다.  비록 간단하지만 요가수트라는 요가 철학과 운동에 큰 영향을 준 작품이었다. 이 작품에서 산스크리트어 요가는 생각과 느낌이 확실히 유지되는 마음의 상태이며 수트라는 줄이라는 뜻이다. 이것은 자파 밀라의 줄에 참고문헌이다. 작품을 구성하는 금언들이 구슬처럼 실로 연결되어있다.  제목은 때로 요가 금언록으로 해석될 수 있다.

## 요가의 8단계
정통 요가인지의 여부는 다음의 8단계가 잘 가르쳐지고 있는가의 여부에 따라 판단할 수 있다고 요가 수트라에서 말한다.

### 금계(Yama)
요가 수행자가 반드시 지켜야만 하는 5가지 계율이다.
- 살인하지 말라(Ahimsa)
- 거짓말하지 말라(Satya)
- 도둑질하지 말라(Asteya)
- 성적으로 정결하라(Brahmacarya)
- 탐욕하지 말라(Aparigraha)

### 권계(Niyama)
요가 수행자들에게 권고를 하는 계율이다.
- 정화 - 남과 교접하지 않아 몸과 마음을 순수하게 만든다.
- 만족 - 탐욕을 경계하여 만족할 줄 안다.
- 고행 - 열심히 요가한다.
- 독경 - 요가 경전을 읽는다.
- 염신 - 불교에서 염불한다고 하는 것과 같은 것으로서, 항상 신을 생각한다.

### 아사나(Asana)
아사나는 요가의 체위법을 말한다. 40여가지 동작 등 여러 가지 체위법이 존재한다.

### 호흡법(Pranayama)
요가의 호흡법은 길게 들이쉬고, 길게 숨을 참고, 길게 내쉬는 호흡을 한다. 도교의 조식법과 불교의 수식법과는 다른 지식법이다.

### 프라치아하라(Pratyahara)
5단계 프라치아하라는 감각을 제어하는 것을 말한다.

### 다라나(Dharana)
6단계 다라나는 정신집중을 말한다. 요가에서는 미간이나 코끝, 뒷머리, 심장, 배꼽등에 의식을 집중하는데 어디든지 일정한 곳이면 좋다. 도교의 조식법이나 한국 불교의 일각에서는 단전에 의식을 집중하라고 가르친다.

### 디야나(Dhyana)
7단계 디야나는 불교에서 말하는 참선, 즉 명상을 말한다.

### 삼매(Samadhi)
8단계 삼매는 요가의 궁극의 경지로서, 깨달음의 상태를 말한다. 이 삼매에 들어가기 위해서 요가를 한다. 유상삼매와 무상삼매가 있다.

## 같이 보기
- 다리오
- 유교
- 요나라